# Dan Coyle
Dan Dallas Coyle (Churchville, 1. travnja 1982.), američki glazbenik, gitarist i pjevač.

## Životopis
Rođen je 1. travnja 1982. kao Daniel Dallas Coyle u mjestu Churchville u saveznoj državi New York. Odmalena se zanimao za jazz glazbu, slušajući Nata King Colea i pjesništvo, čitajući Roberta Frosta u srednjoj školi. U rujnu 2000. nakratko studira teatrologiju na Sveučilištu Niagara.
U ožujku 2001. djevojka mu daruje akustičnu gitaru. Nakon diplome 2004. seli se u Chicago, gdje u travnju 2006. objavljuje prve pisane radove i glazbene snimke. Godinu dana kasnije izdaje prvi glazbeni album pod nazivom Briar St. Session. Krajem 2009. i početkom 2010. u New Yorku snima svoj treći album You Linger Your Little Hour and Are Gone, objavljen krajem godine. Nakon glazbene turneje po Europi i SAD-u s preko 100 nastupa, izdaje album From Prague To Paris.
Svoj album promovira brojnim nastupima diljem SAD-a krajem 2011. i početkom 2012. Krajem godine, nakon još jedne europske i američke turneje, objavljuje peti album Winter Folk. U svibnju 2013. izdaje šesti po redu i ujedno prvi album snimljen s bendom u pratnji.
Zajedno s J. Alexom Greenwoodom 2014. objavljuje svoje memoare.
Brat Marlon David Coyle također je glazbenik, gitarist i pjevač.

## Diskografija
- Briar St. Session (2007.)
- You Linger Your Little Hour and Are Gone (2010.)
- From Prague To Paris (2011.)
- Winter Folk (2012.)
- The Undertow (2013.)